# Hebenstretia repens
Hebenstretia repens är en flenörtsväxtart som beskrevs av Jarosz. Hebenstretia repens ingår i släktet gatörter, och familjen flenörtsväxter. Inga underarter finns listade i Catalogue of Life.